# ايرسبيد كوين واسب
ايرسبيد كوين واسب (بالإنجليزية: Airspeed Queen Wasp)‏ هي طائرة هدف بدون طيار أنتجت في 1937 بالمملكة المتحدة. من صناعة ايرسبيد المحدودة. كان أول طيران لها في 1937.